# Paweł Edelman
Paweł Edelman (Łódź, 26 de junho de 1958) é um diretor de fotografia polaco.

## Filmografia
Principais trabalhos:
- 1992: Listopad de Lukasz Karwowski
- 1994: Nastazja de Andrzej Wajda
- 1995: L'Aube à l'envers de Sophie Marceau - curta-metragem
- 1999: Pan Tadeusz de Andrzej Wajda
- 2002: The Pianist de Roman Polański
- 2004: Ray de Taylor Hackford
- 2005: Oliver Twist de Roman Polanski
- 2006: All the King's Men de Steven Zaillian
- 2007: Katyń de Andrzej Wajda
- 2007: The Life Before Her Eyes de Vadim Perelman
- 2009: New York, I Love You de Brett Ratner - segmento de "Brett Ratner"
- 2010: The Ghost Writer de Roman Polański
- 2011: Carnage de Roman Polański

## Prémios e nomeações
Principais prémios e nomeações:
Festival do Cinema Polaco (Polónia)
| Ano  | Categoria         | Filme          | Resultado |
| ---- | ----------------- | -------------- | --------- |
| 1991 | Melhor fotografia | Kroll          | Venceu    |
| 1997 | Melhor fotografia | Kroniki domowe | Venceu    |

Prémios do Cinema Polaco (Polónia)
| Ano  | Categoria         | Filme       | Resultado |
| ---- | ----------------- | ----------- | --------- |
| 2000 | Melhor fotografia | Pan Tadeusz | Venceu    |
| 2003 | Melhor fotografia | The Pianist | Venceu    |
| 2008 | Melhor fotografia | Katyń       | Venceu    |

Prémios do Cinema Europeu (Europa)
| Ano  | Categoria                    | Filme       | Resultado |
| ---- | ---------------------------- | ----------- | --------- |
| 2002 | Melhor diretor de fotografia | The Pianist | Venceu    |

César (França)
| Ano  | Categoria         | Filme            | Resultado |
| ---- | ----------------- | ---------------- | --------- |
| 2003 | Melhor fotografia | The Pianist      | Venceu    |
| 2011 | Melhor fotografia | The Ghost Writer | Indicado  |

Camerimage (Polónia)
| Ano  | Prémio         | Filme          | Resultado |
| ---- | -------------- | -------------- | --------- |
| 1997 | Sapo de Ouro   | Kroniki domowe | Indicado  |
| 1997 | Sapo de Bronze | Kroniki domowe | Venceu    |

BAFTA (Reino Unido)
| Ano  | Categoria         | Filme       | Resultado |
| ---- | ----------------- | ----------- | --------- |
| 2003 | Melhor fotografia | The Pianist | Indicado  |

Óscar (Estados Unidos)
| Ano  | Categoria         | Filme       | Resultado |
| ---- | ----------------- | ----------- | --------- |
| 2003 | Melhor fotografia | The Pianist | Indicado  |